# Бусто-Гарольфо
Бусто-Гарольфо, Бусто-Ґарольфо (італ. Busto Garolfo) — муніципалітет в Італії, у регіоні Ломбардія, метрополійне місто Мілан.
Бусто-Гарольфо розташоване на відстані близько 500 км на північний захід від Рима, 26 км на захід від Мілана.
Населення — 13 494 особи (2012).
Щорічний фестиваль відбувається у понеділок після першої неділі жовтня. Покровитель — Madonna del Rosario.

## Демографія
Населення за роками:

Станом на 1 січня 2023 року в муніципалітеті офіційно проживали 1094 іноземці з 59 країн, серед них 141 громадянин країн Євросоюзу та 74 громадяни України.

## Сусідні муніципалітети
- Арконате
- Канеграте
- Казореццо
- Даїраго
- Інверуно
- Параб'яго
- Сан-Джорджо-су-Леньяно
- Вілла-Кортезе